# Phlegra procera
Phlegra procera là một loài nhện trong họ Salticidae.
Loài này thuộc chi Phlegra. Phlegra procera được Wanda Wesołowska & Cumming miêu tả năm 2008.